# Ny Vraa
Ny Vraa er dannet i 1812 af Hans Svanholm til Gammel Vraa. Gården ligger i Ajstrup Sogn i Aalborg Kommune. Hovedbygningen er opført i 1870.
I dag drives gården i forbindelse med produktion af pil. De seneste år har Ny Vraa udviklet sig til at være piledyrkernes totale samarbejdspartner i både ind- og udland med rådgivning, plantning, høst og afsætning samt salg af special maskiner og egne produkter. 
Ny Vraa har på sine marker ca. 90 forskellige kloner fordelt over 500 ha hvor de løbende selv eller i samarbejde med danske og udenlandske samarbejdspartnere vurderer deres fremtidige potentiale. 

## Ejere af Ny Vraa
- (1812) Hans Svanholm
- (1812-1821) Thyge Thygesen
- (1821-1824) S. Færch
- (1824-1826) Den Danske Stat
- (1826-1845) Forskellige Ejere
- (1845-1859) Stark Schmidt
- (1859-1896) C. Lorentzen
- (1896-1902) Enke Fru Lorentzen
- (1902-1917) P. J. Lorentzen
- (1917-1947) Christian Larsen
- (1947-1961) Niels Larsen (søn)
- (1962-1971) Th. Jensen Bach
- (1971-2000) Aage Bach (søn)
- (2000-) Aage Bach / Henrik Bach (søn) / Anders Bach (hans bror)

## Ekstern henvisninger
- Ny Vraa